# Stazione di Milano San Cristoforo
Stazione di Milano San Cristoforo vasútállomás Olaszországban, Lombardia régióban, Milánó településen.

## Vasútvonalak
Az állomást az alábbi vasútvonalak érintik:
- Mortara–Milánó-vasútvonal
- Milánó belt-vasútvonal

## Kapcsolódó állomások
A vasútállomáshoz az alábbi állomások vannak a legközelebb:
- Stazione di Corsico (Stazione di Albairate-Vermezzo, Line S9)
- Stazione di Milano Porta Genova
- Stazione di Milano Romolo (Stazione di Saronno, Line S9)